# Инвокација
Инвокација је врста молитве песника, на почетку свог дела, музи, Богу или генијалности, тражећи да воде и подрже његову инспирацију.